# Srebrnići
Srebrnići is een plaats in de gemeente Višnjan in de Kroatische provincie Istrië. De plaats telt 11 inwoners (2001).